# Gradient spectral
En astrophysique ainsi qu'en planétologie, le gradient spectral est la mesure de corrélation de la réflectance sur la longueur d'onde.
En traitement numérique du signal, il s'agit d'une mesure de la vitesse à laquelle la queue d'un son audio se dissipe à l'approche des hautes fréquences, établie à l'aide d'une régression linéaire.

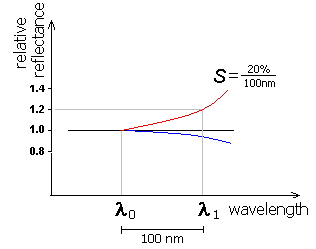
Illustration d'un gradient spectral

## Gradient spectral en astrophysique et en planétologie
Le spectre électromagnétique visible et infrarouge des rayons solaires réfléchis est utilisé pour établir des propriétés physiques et chimiques de la surface d'un corps. Certains objets sont plus lumineux (réfléchissent davantage) dans les longueurs d'onde élevées (rouge). En conséquence, dans la lumière visible ils apparaissent plus rouges que les objets ne donnant aucune réflectance sur la longueur d'onde.
Le diagramme illustre trois gradients :
- un gradient rouge, la réflectance s'accroit avec la longueur d'onde ;
- un spectre plat (en noir) ;
- et un gradient bleu, la réflectance diminue avec la longueur d'onde.

Le gradient spectral est défini tel que :
{\displaystyle S={\frac {R_{F_{1}}-R_{F_{0}}}{\lambda _{1}-\lambda _{0}}}}
Où {\displaystyle R_{F_{0}},R_{F_{1}}} est la réflectance mesurée avec les filtres F0, F1 qui ont pour longueur d'onde centrale λ0 et λ1, respectivement.
Le gradient est typiquement exprimé en pourcentage d'accroissement de la réflectance (i.e. réflexivité) par unité de longueur d'onde : %/100 nm (ou % /1000 Å).
Le gradient est surtout utilisé dans la partie proche infrarouge du spectre alors que les indices de couleur sont habituellement utilisés dans la partie visible du spectre.
L'objet transneptunien Sedna est un exemple typique de corps montrant un profond gradient rouge (20%/100 nm) alors que le spectre d'Orcus apparaît plat dans le proche infrarouge.

## Gradient spectral dans l'audio
Le gradient spectral de nombreux signaux audio naturels (ils ont tendance à avoir moins d'énergie dans les hautes fréquences) sont connus depuis de nombreuses années, ainsi que le fait que ce gradient soit relatif à la source sonore qui l'engendre. Une façon de le quantifier consiste à appliquer une régression linéaire à la magnitude spectrale de Fourrier du signal, qui produit un simple nombre indiquant le gradient de la ligne la mieux ajustée aux données spectrales.
Parmi les autres manières de caractériser la distribution d'énergie d'un signal sonore par rapport à la fréquence figure l'atténuation spectrale et le centroïde spectral.